# Rostislav Klesla
Rostislav Klesla (ur. 21 marca 1982 w Nowym Jiczynie) – czeski hokeista, reprezentant Czech.

## Kariera
- HC Slezan Opava U20 (1997-1998)
- Sioux City Musketeers (1998-1999)
- Brampton Battalion (1999-2001)
- Columbus Blue Jackets (2001-2011)
  -  VHK Vsetín (2004-2005)
  -  HC Nowy Jiczyn (2005)
  -  HPK (2005)
- Phoenix Coyotes (2011-2014)
  -  HC Oceláři Trzyniec (2012)
- Portland Pirates (2013-2014)
- HC Oceláři Trzyniec (2014-2016)

Wychowanek drużyny HC Nowy Jiczyn. W drafcie NHL z 2000 został wybrany przez Columbus Blue Jackets z wysokiem numerem 4. Wieloletni zawodnik tego klubu (2001-2011). Od lutego 2011 roku gracz Phoenix Coyotes. Od września 2012 roku na okres lokautu w sezonie NHL (2012/2013) związał się z czeskim klubem HC Oceláři Trzyniec. Pod koniec listopada 2013 przekazany do zespołu farmerskiego, Portland Pirates. Na początku marca 2014 został zawodnikiem Washington Capitals (w toku wymiany zawodników między klubami, m.in. za jego rodaka Martina Erata), po czym natychmiast został przekazany do Buffalo Sabres (w toku wymiany wraz z rodakiem Michalem Neuvirthem za bramkarza Jaroslava Haláka). W żadnym z tych klubów nie zagrał i wkrótce potem 8 marca ogłosił, że w trwającym sezonie zakończył grę w NHL i zamierza powrócić do Europy. Od czerwca 2014 do kwietnia 2016 zawodnik HC Oceláři Trzyniec.
Uczestniczył w turniejach mistrzostw świata w 2002, 2007.
Uprawia także hokej na rolkach i został reprezentantem Czech w tej dyscyplinie.

## Sukcesy

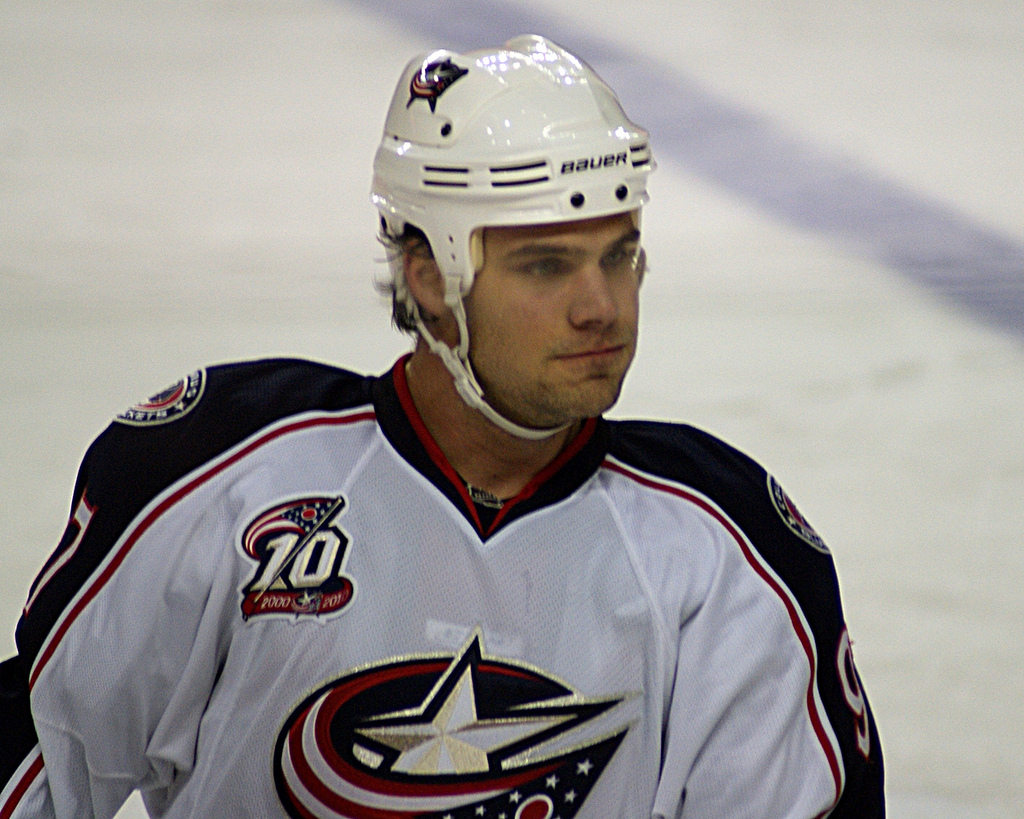
Rostislav Klesla w barwach Columbus Blue Jackets (2010)

Reprezentacyjne
- Złoty medal mistrzostw świata juniorów do lat 20: 2001

Klubowe
- Brązowy medal mistrzostw Finlandii: 2005 z HPK
- Srebrny medal mistrzostw Czech: 2015 z Oceláři Trzyniec

Indywidualne
- CHL 1999/2000:
  - Skład gwiazd pierwszoroczniaków CHL
  - CHL Top Draft Prospect Award
  - CHL Top Prospects Game
- Mistrzostwa świata juniorów do lat 20 w 2001:
  - Pierwsze miejsce w klasyfikacji strzelców wśród obrońców: 3 gole
  - Pierwsze miejsce w klasyfikacji kanadyjskiej wśród obrońców: 7 punktów
  - Skład gwiazd turnieju
  - Najlepszy obrońca turnieju
- NHL (2001/2002):
  - NHL All-Rookie Team
  - NHL YoungStars Game